# Nash Statesman
La Nash Statesman est une voiture produite par le constructeur Nash Motors de 1950 à 1954 puis par le constructeur American Motors Corporation de 1954 à 1956. Remplaçante de la Nash 600, elle se situait entre la Nash Rambler et la Nash Ambassador dans la gamme du constructeur.

## Histoire

### Première génération (1950 à 1951)
Le constructeur américain développe après la Seconde Guerre mondiale un style aérodynamique propre nommé Airflyte qui s'inspire de l'aéronautique et de la carrosserie de type ponton, un style qui devient populaire dans les années 1950, avec une ligne bicorps dans l'esprit fastback. L'une des particularités de ce modèle est d'avoir des ailes qui recouvrent les roues de direction à l'avant, entraînant un rayon de braquage plus grand que sur les autres automobiles. 
Construite dans l'usine Nash à Kenosha dans le Wisconsin, la Statesman remplace la Nash 600. Elle est disponible en version coupé deux portes, en deux portes avec coffre ou en berline quatre portes. Le moteur est un six-cylindres auparavant disponible dans les modèles Nash LaFayette et Nash 600 du constructeur. Trois niveaux de finition sont disponibles, Statesman Custom pour le haut de gamme, Statesman Super pour l'entrée de gamme et une version simplifiée destinée à être utilisé en véhicule de fonction.

### Deuxième génération (1952 à 1956)
En 1952, le constructeur fête ses cinquante ans. La Statesman bénéficie d'améliorations structurelles et esthétiques, notamment à la suite du partenariat développé entre Nash et Pininfarina sur la Nash-Healey.
En 1954, Nash fusionne avec la Hudson Motor Car Company pour former l'American Motors Corporation. La production de la Statesman est maintenu. Les derniers modèles sont produits en août 1956 et, non renouvelé, disparaît du catalogue constructeur la même année.

## Culture populaire
La Nash Statesman est visible dans plusieurs films et séries télévisées des années 1950, comme dans les films Armored Car Robbery de Richard Fleischer, La Femme au gardénia (The Blue Gardenia) de Fritz Lang et Menace dans la nuit (He ran all the Way) de John Berry ou elle apparaît en voiture de police. Dans l'émission de télé-réalité américaine American Pickers, chasseurs de trésors, elle orne la devanture de la boutique Antique Archaeology à Le Claire dans l'Iowa.

## Galerie

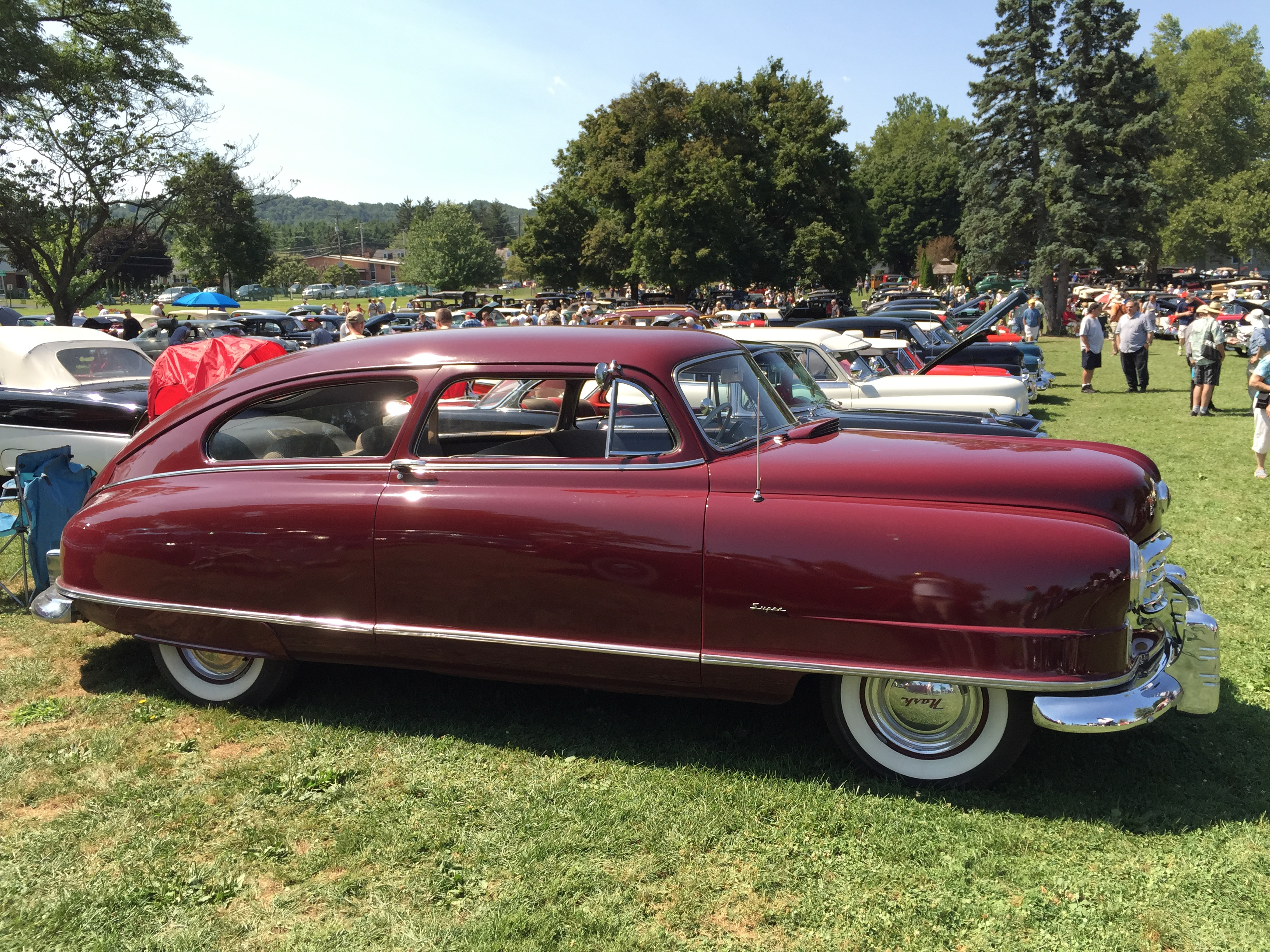
1949 Nash 600 Super two-door Airflyte
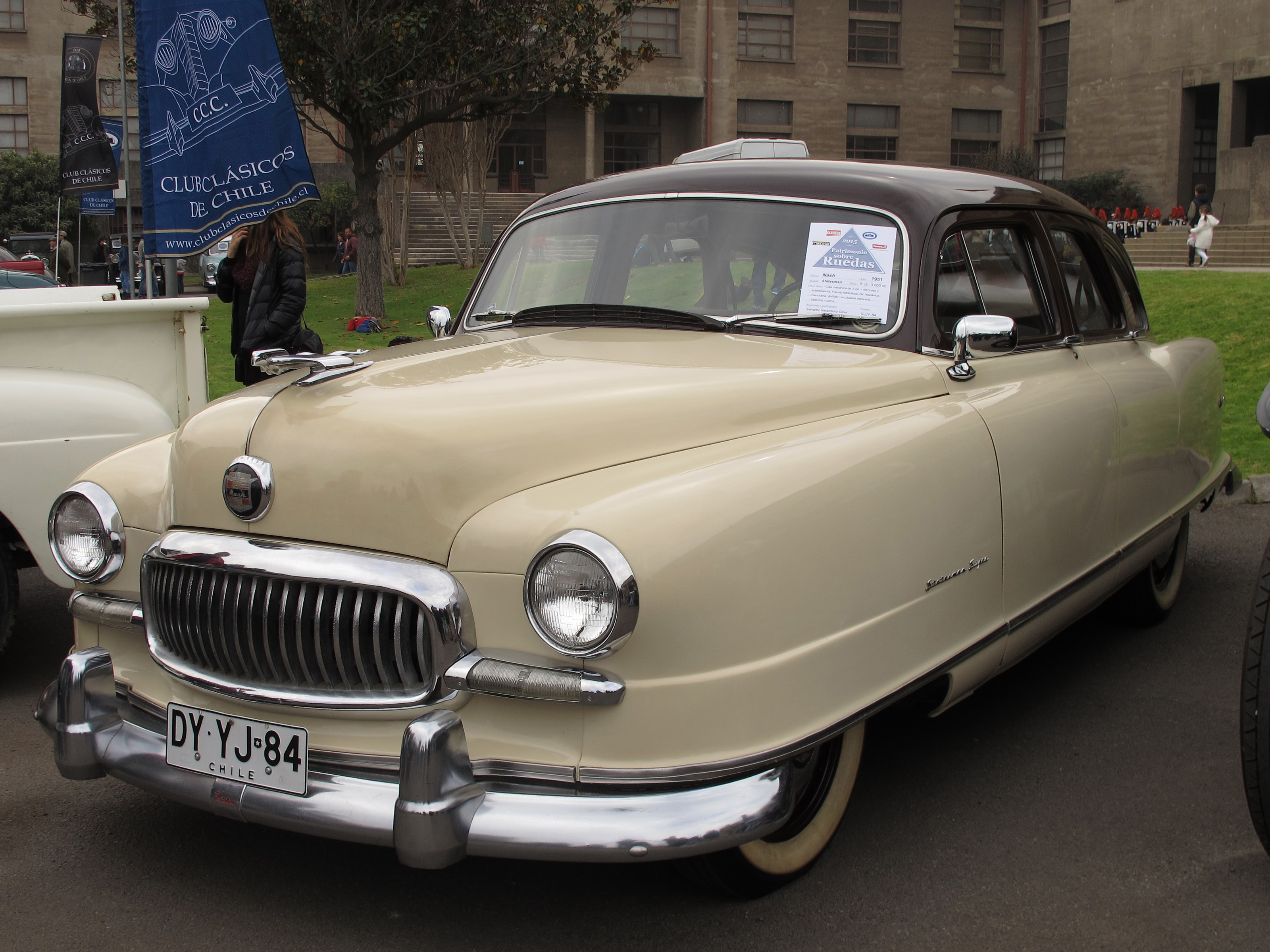
1951 Nash Statesman Super Four-Door Sedan
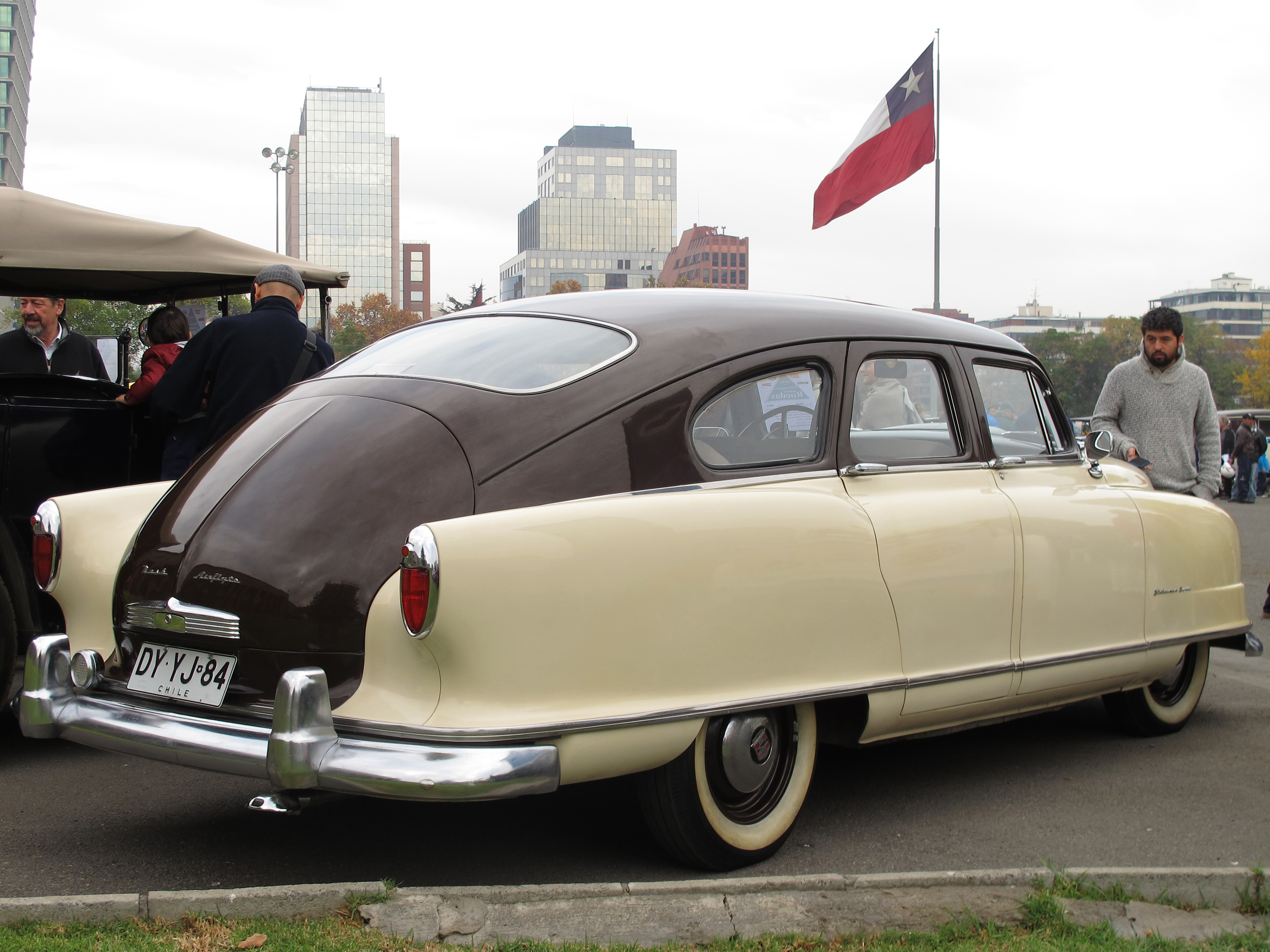
1951 Nash Statesman Super Four-Door Sedan
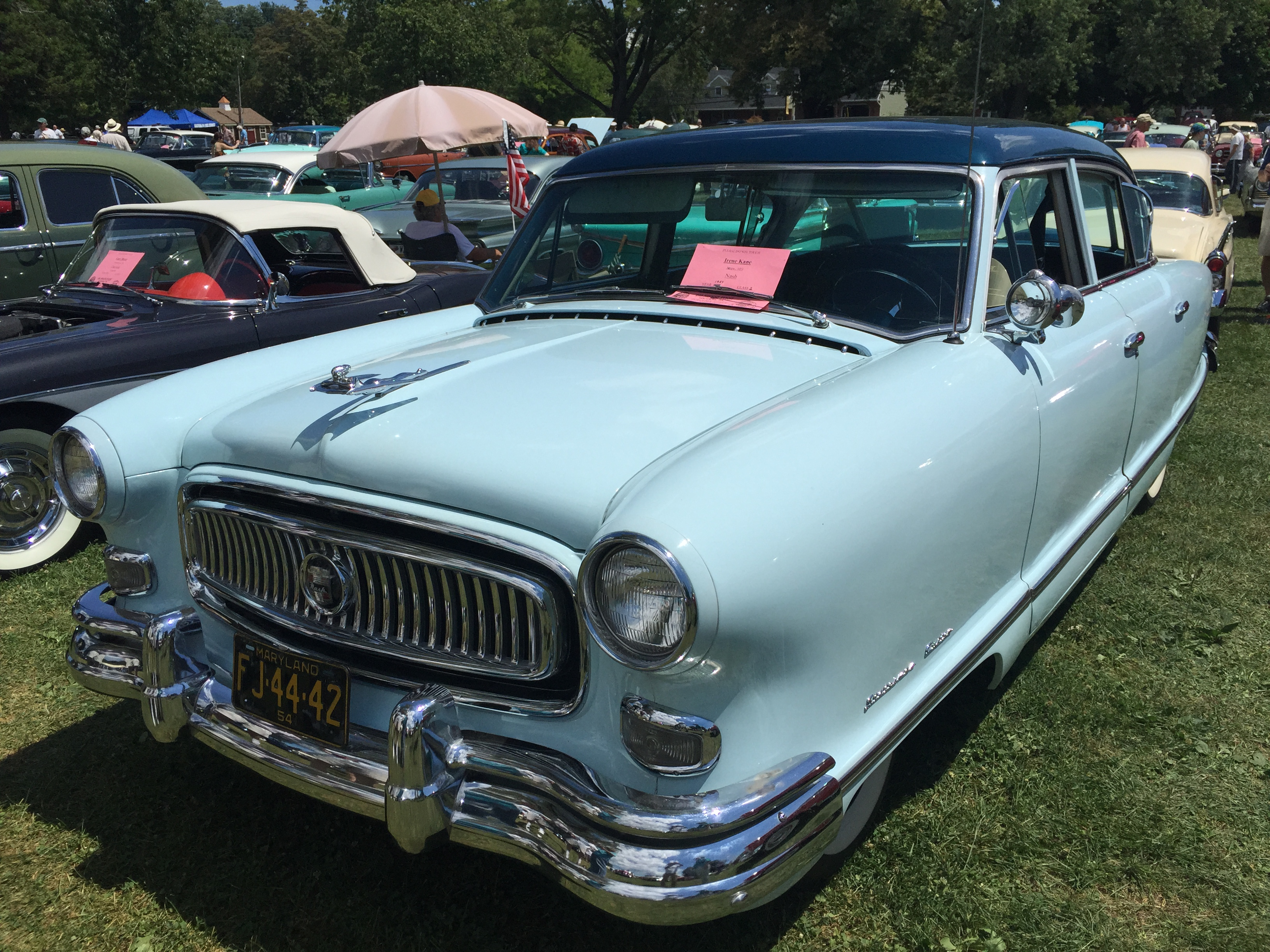
1954 Nash Statesman Custom 4-Door Sedan
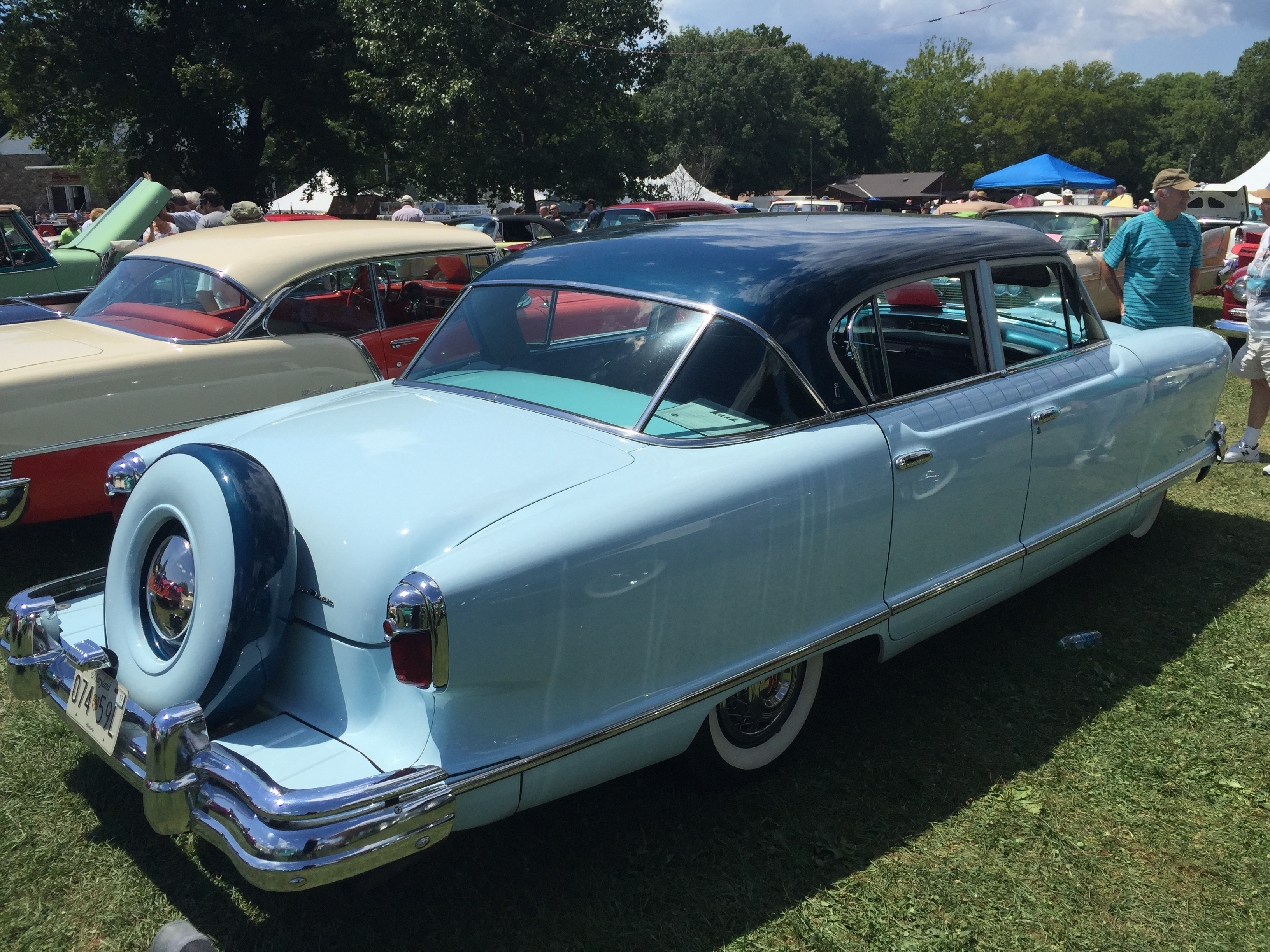
1954 Nash Statesman Custom 4-Door Sedan
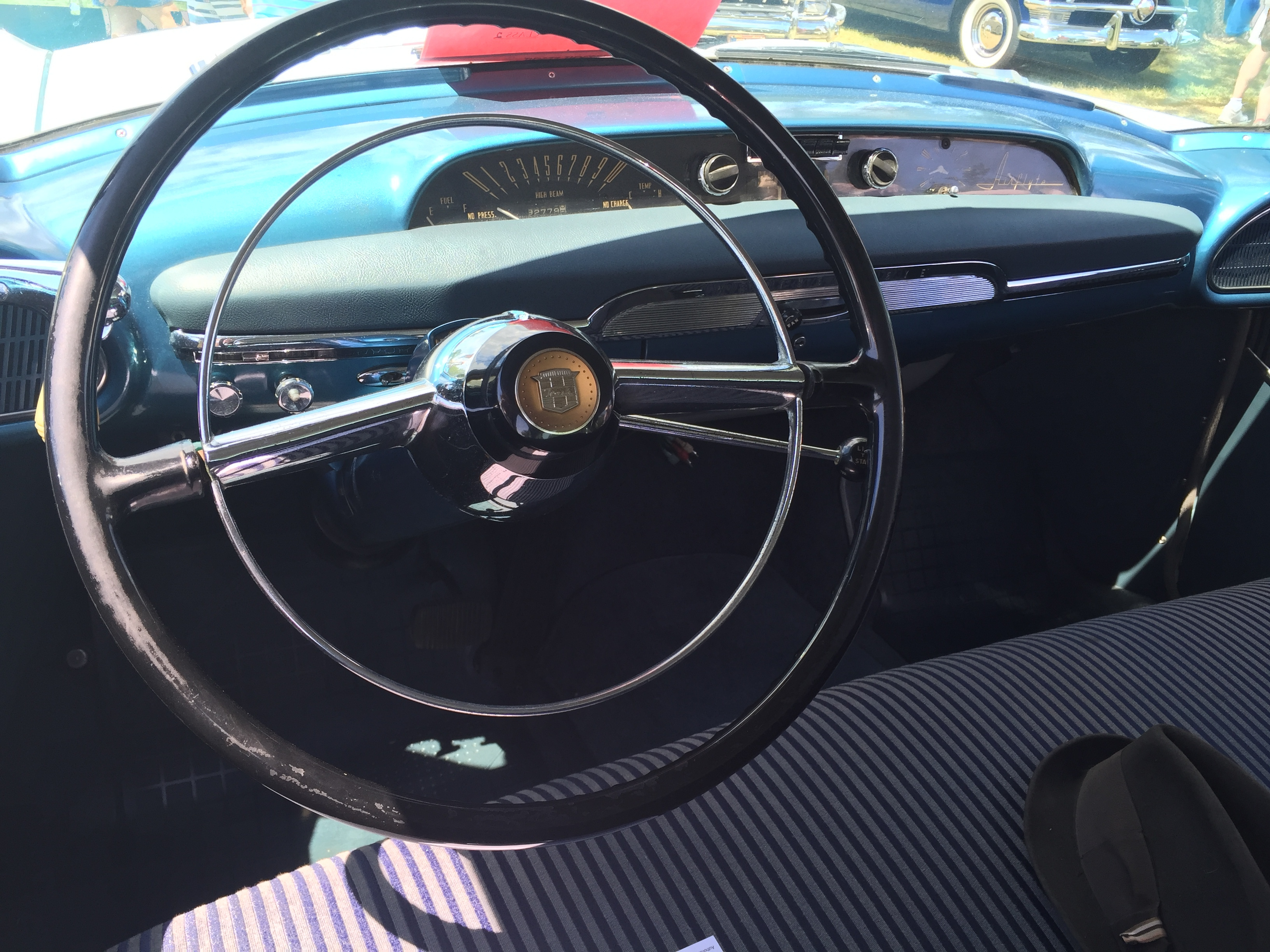
1954 Nash Statesman Custom 4-Door Sedan
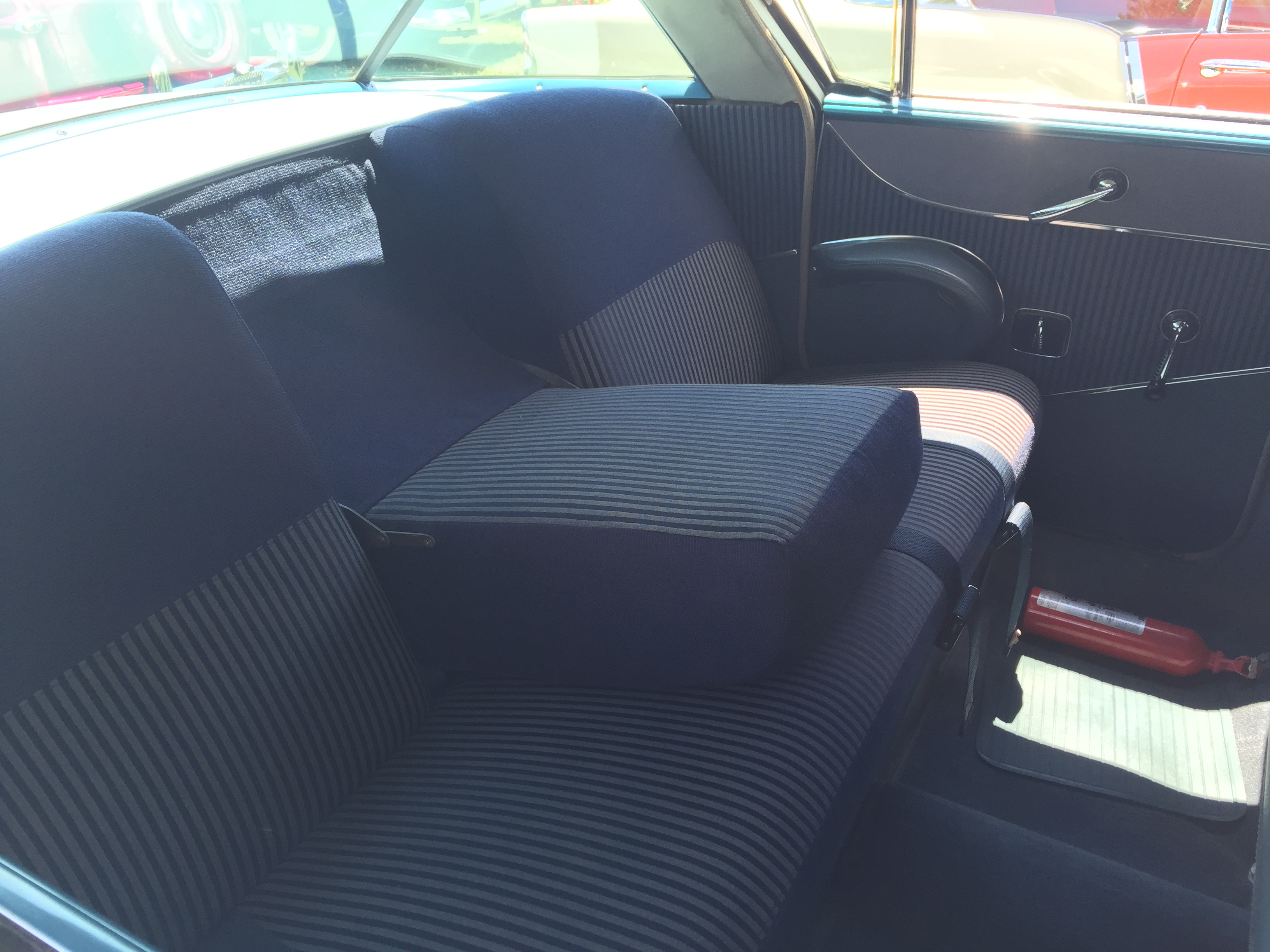
1954 Nash Statesman Custom 4-Door Sedan
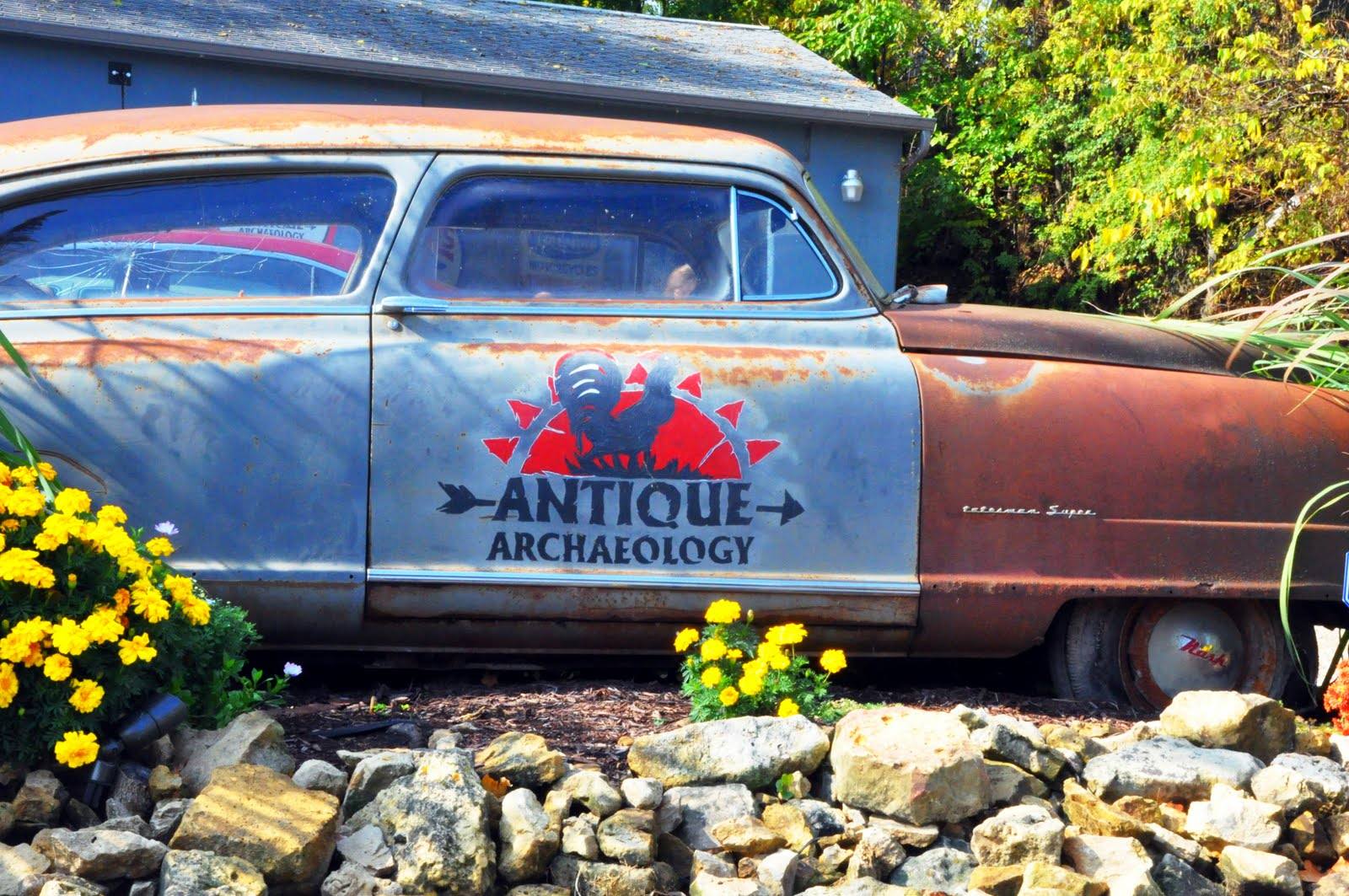
Nash Statesman devant la devanture de la boutique Antique Archaeology à Le Claire

## Sources
- (en) Donald Narus, Nash 1939-1954, Palm Harbor, New Albany Books, 2014 (ISBN 978-1-4675-2124-6).
- (en) J. Kelly Flory, American Cars, 1946-1959 : Every Model, Year by Year, Jefferson, McFarland & Company, 2008, 1037 p. (ISBN 978-0-7864-3229-5).
- (en) John Gunnell, The Standard Catalog of American Cars 1946-1975, Iola, Krause Publications, 1987 (ISBN 978-0-87341-096-0).